# General Alvear (1859)
La goleta General Alvear, o Alvear, fue un buque que sirvió en la escuadra de la Confederación Argentina durante la Guerra entre la Confederación Argentina y el Estado de Buenos Aires. 

## Historia
La goleta de dos palos del tráfico fluvial Alvear fue construida en la provincia de Entre Ríos con casco de madera del Paraguay sin forrar. Tenía 20 m de eslora, 5,5 de manga, 1,5 de calado y un desplazamiento de 85 tn. Fue adquirido por el gobierno de la Confederación Argentina en 1859 y armada con 7 cañones, una tripulación de 20 hombres y al mando de Luis Cabassa se sumó a la escuadra nacional. 
Pasó luego al mando de Dionisio Invierno, participando de la Acción naval de San Nicolás de los Arroyos (1859) contra la escuadra del Estado de Buenos Aires comandada por Antonio Susini.
El 15 de enero de 1860 se entregó en Paraná al 9 de Julio y a partir de entonces cumplió funciones de vigilancia fluvial en el delta del río Paraná y en el Río de la Plata para la escuadra del Estado de Buenos Aires al mando inicial del capitán Ceferino Ramírez, hasta que se reunificó la armada nacional.
Es citada en la Memoria del Ministerio de Guerra y Marina correspondiente a ese año, sin especificar su destino. A partir de febrero de 1862 no hay nuevas referencias de la unidad.